# Stazione di Ashiyagawa
La stazione di Ashiyagawa (芦屋川駅?, Ashiyagawa-eki) è una stazione delle Ferrovie Hankyū situata nella città di Ashiya nella prefettura di Hyōgo. La stazione ha due binari e vi fermano i treni locali, gli espressi e gli espressi pendolari.

## Binari
| Bin. sud  | ■ Linea Kobe (Direzione Kobe)  | Per Sannomiya・Shinkaichi・Ferrovie Sanyō |
| Bin. nord | ■ Linea Kobe (Direzione Osaka) | Per Nishinomiya-kitaguchi・Jūsō・Umeda    |